# Кіт Мічелл (актор)
Мічелл, Кіт (англ. Keith Michell; 1 грудня 1926 (1928?), Аделаїда , Австралія — 20 листопада 2015, Лондон, Велика Британія) — австралійський актор театру, кіно і телебачення. Незважаючи на громадянство, знімався в основному у Великій Британії, особливо запам'ятався ролями Генріха VIII в різних фільмах і серіалах. Також деяку популярність здобув як художник-ілюстратор.

## Біографія

### В Австралії
Кіт Джозеф Мічелл народився 1 грудня 1926 року (у багатьох джерелах — 1928 рік) в місті Аделаїда (Південна Австралія), але зростав в маленькому селищі Уорнертаун. Батько — Джозеф, червонодеревець, робив шафи; мати — Еліс Мічелл (до шлюбу — Еслет). Старшу школу відвідував у місті Порт-Пірі, переїхавши після її закінчення назад в Аделаїду, закінчив там педагогічний коледж і Університет Аделаїди. Спочатку працював викладачем мистецтва, в 1947 році вперше з'явився на сцені, недовго пропрацював на радіо Australian Broadcasting Corporation. У 1949 році покинув рідну країну, переїхавши на постійне місце проживання до Великої Британії, щоб вчитися в театральній школі при театрі Олд Вік.

### У Великій Британії
Вперше на англійських підмостках Кіт Мічелл з'явився в 1951 році на сцені театру Янг-Вік: він зіграв роль Бассаніо в шекспірівському «Венеційському купці». Грав Мічелл і в мюзиклах, наприклад, в постановці «And So to Bed» він виконав роль Карла II. У 1952—1953 у складі Театральної компанії пам'яті Шекспіра гастролював по рідній Австралії. Повернувшись до Англії, Мічелл з трупою прибув на гастролі на малу батьківщину Шекспіра, в Стратфорд-апон-Ейвон, де актор грав відразу в декількох п'єсах великого драматурга: «Приборкання норовливої», «Сон літньої ночі», «Троїл і Крессіда» і «Ромео і Джульєтта». Надалі зіграв кілька інших ролей в більш ніж десятці постановок як в Англії, так і на Бродвеї.
Вперше на телебаченні Мічелл з'явився в 1951 році, виконавши невелику роль в двох епізодах серіалу «Чорна стріла». Дебют актора на широкому екрані відбувся в 1957 році у фільмі «Круїз на „Черепаху“» — за виконану роль він номінувався на премію Британської академії телебачення та кіномистецтва в категорії «Найбільш багатообіцяючий новачок».
У 1974—1977 роках був художнім керівником театру Chichester Festival Theatre.
Крім акторської діяльності, Мічелл був письменником, сценаристом та ілюстратором: його перу належать сценарій мюзиклу Pete McGynty and the Dreamtime (адаптація п'єси «Пер Гюнт»); каліграфічні ілюстрації для збірки сонетів Шекспіра, випущеного обмеженим тиражем; кілька вегетаріанських куховарських книг з власними ілюстраціями.

## Особисте життя і смерть
18 жовтня 1957 року Кіт Мічелл одружився з актрисою Джинетт Стірк (нар. 1934) і прожив з нею все життя до своєї смерті в 2015 році. Від цього шлюбу є діти: Пол і Хеліна (нар. 1963; актриса кіно і телебачення, кар'єра з 1986 по 2007 рік).
Кіт Мічелл помер 20 листопада 2015 року в Лондоні.